# Cloudgine
Cloudgine Limted — британская компания, занимающаяся разработкой компьютерных игр и расположенная в городе Эдинбург. Компания была основана в 2012 году Дэвидом Джонсом и специализируется на облачных технологиях для игр. В 2018 году компания была приобретена Epic Games.

## История
Cloudgine была основана в 2012 году Дэвидом Джонсом, ранее участвовавшим в разработке игр серий Grand Theft Auto и Crackdown, Маурицио Скилио и Марко Анастаси. Все трое ранее работали в Realtime Worlds и участвовали в разработке APB: All Points Bulletin (2010), в которой Джонс выступал в роли креативного директора. Cloudgine работает над интеграцией в компьютерные игры технологий облачных вычислений, что позволяет выполнять сложные вычисления на слабом оборудовании.
Первая игра студии, Crackdown 3, была анонсирована Microsoft Studios в рамках Electronic Entertainment Expo 2014 в июне 2014 года. Выпуск игры был назначен на 2016 год, однако в дальнейшем перенесён на 2019 год. В игре активно используются тенхологии облачных вычислений, разработанные Cloudgine, что, по утверждению студии, позволит просчитывать игровую физику в 13 раз быстрее, чем способен Xbox One. Также в 2016 году была выпущена бесплатная игра Toybox, разработанная для Oculus Touch.
В январе 2018 года было объявлено, что Epic Games приобрела Cloudgine, сумма сделки раскрыта не была. Epic Games планирует встроить технологии Cloudgine в свой игровой движок Unreal Engine.

## Игры
- ToyBox (2016)
- Crackdown 3 (2019)